# Daniel Górak
 (janvier 2014).
Si vous disposez d'ouvrages ou d'articles de référence ou si vous connaissez des sites web de qualité traitant du thème abordé ici, merci de compléter l'article en donnant les références utiles à sa vérifiabilité et en les liant à la section « Notes et références ».
Daniel Górak, né le 9 octobre 1983, est un joueur de tennis de table polonais et représentant de l'équipe nationale de tennis de table olympiques. Il évolue au club de KS Bogoria Grodzisk Mazowiecki. Il est parrainé par la société allemande Tibhar tennis de table. Il est n°2 Polonais derrière Weixing Chen. Son jeu est plutôt complet mais la défense en coupé reste son point fort.

## Palmarès

### En championnat national
- Simple :
  -  Vainqueur en 2010, 2013, 2014 et 2015
  -  Vice-champion en 2003, 2005 et 2007
  -  médaillé de bronze en 2004, 2008 et 2012
- Double messieurs :
  -  Vainqueur en 2013 avec Robert Floras
  -  Vainqueur en 2016 avec Jakub Dyjas
  -  Vainqueur en 2010 avec Robert Floras
- Double mixte :
  -  Vainqueur en 2003 et 2007 avec Magdalena Cichocka
  -  Vainqueur en 2008 et 2010 avec Xu Jie

### En club
- 5x Champion par équipe polonaise 2008, 2009 , 2010, 2012 et 2014
- 4x vice-champion polonais par équipes 2002, 2003, 2011 et 2013
- 1x médaillé de bronze dans le championnat d'équipe de l'équipe nationale polonaise en 2007
- 3x Champion de France Pro A avec l'équipe GV Hennebont en 2005 , 2006 et 2007

## Ses autres réalisations
- Champion d'Europe Junior en simple en 2001
- Champion d'Europe junior en double en 2001
- Médaillé d'argent au Championnat international de Slovaquie cadets en simple en 1999.
- Champion International Cadets polonais en simple en 1998.